# Germanske lydforskydning
Den germanske lydforskydning er en serie af lydudviklinger ("lydlove"), der var med til at spalte germansk fra de øvrige indoeuropæiske sprog.

## Historie
Sprogforskerne Jacob Grimm og Rasmus Rask var begge, uafhængigt af hinanden, med til at gøre denne opdagelse. Den kaldes derfor også Rask-Grimms lov.

## Eksempler
Den germanske lydforskydning går ud på, at germansk har andre konsonanter end de fleste andre indoeuropæiske sprog i de fælles nedarvede ord.
- fællesgermansk *f = indoeuropæisk *p: f.eks. da. fader, eng. father, ty. Vater = latin pater, græsk πατήρ, sanskrit pitár-
- fællesgermansk *þ = indoeuropæisk *t: da. tre (oldnord., isl. þrír), eng. three, ty. drei = lat. trēs, gr. τρεῖς, skt. tráyah
- fællesgermansk *h = indoeuropæisk *k: f.eks. da. hund, eng. hound, ty. Hund = lat. canis, gr. κύων, skt. śun-; da., eng. horn, ty. Horn = latin cornu, gr. κέρας, skt. śíras-; da. hoved (eng. head, ty. Haupt med sekundært *au?) = lat. caput.
- fællesgermansk *p = indoeuropæisk *b: f.eks. da. læbe, eng. lip, ty. Lefze (erstattet af nordtysk Lippe) = latin labium.
- fællesgermansk *t = indoeuropæisk *d: f.eks. da. to, eng. two, ty. zwei = lat. duo (fransk deux osv.), gr. δύο, skt. dvāu
- fællesgermansk *k = indoeuropæisk *g: f.eks. da. knæ, eng. knee, ty. Knie = lat. genu, gr. γόνυ, skt. jānu-
- fællesgermansk *b = indoeuropæisk *bh: f.eks. da. bære, eng. bear, tysk gebären 'føde' = lat. ferō, gr. φέρω, skt. bhárati
- fællesgermansk *d = indoeuropæisk *dh: f.eks. da. dør, eng. dor, ty. Tür = lat. foris, gr. θύρα, skt. dhur-
- fællesgermansk *g = indoeuropæisk *gh: f.eks. da. gås, eng. goose, ty. Gans = lat. *hānser > ānser (h var stumt i lavsproget), gr. χήν, skt. hamsá-; oldnord. gói, no. gjø, sv. göjemånad 'februar' = lat. hiems 'vinter', græsk χεῖμα 'vinter', χιών 'sne', skt. hímā 'vinter'; heraf også da. gimmer, egtl. 'et lam, der kun har oplevet én vinter' = gr. χίμαιρα 'ged' (> da. kimære).

Undtaget for den germanske lydforskydning er konsonantforbindelserne sp, st, sk og t'et i forbindelserne kt og pt (f.eks. *nokwt- (lat. noctem, gr. νύκτα, skt. nakt-) > da. nat, eng. night, ty. Nacht).
En anden vigtig undtagelse er den Vernerske veksel, ifølge hvilken indoeuropæisk *p, *t, *k, der efter den germanske lydforskydning normalt skulle udvikle sig til ustemt f, þ, h, i stedet blev til stemt b, d, g, hvis den forudgående vokal ikke bar accenten i urindoeuropæisk.

## Videre udvikling
Man skal desuden være opmærksom på, at de fællesgermanske konsonanter ofte er blevet forandret i de enkelte germanske sprog. Ikke mindst tysk, nærmere bestemt sydtysk, har gennemgået en udvikling, der kan ses som en fortsættelse af den germanske lydforskydning og derfor kaldes den højtyske lydforskydning.
(forlyd = i ordets begyndelse, indlyd = inde i et ord)
| germansk | position |  | gotisk |  | højtysk | nederlandsk | engelsk |  | islandsk | færøsk        | norsk | svensk | dansk     |
| -------- | -------- |  | ------ |  | ------- | ----------- | ------- |  | -------- | ------------- | ----- | ------ | --------- |
| *f       | forlyd   |  | f      |  | v / f   | v           | f       |  | f        | f             | f     | f      | f         |
|          | indlyd   |  | f      |  | v / f   | v           | v / f   |  | f        | v             | v     | v      | v         |
| *þ       | forlyd   |  | þ      |  | d       | d           | th      |  | þ        | t             | t     | t      | t         |
|          | indlyd   |  | þ      |  | d       | d           | th      |  | ð        | -             | (d)   | d      | d         |
| *h       | forlyd   |  | h      |  | h       | h           | h       |  | h        | h             | h     | h      | h         |
|          | indlyd   |  | h      |  | (h)     | -           | -       |  | -        | -             | -     | -      | -         |
| *p       | forlyd   |  | p      |  | pf      | p           | p       |  | p        | p             | p     | p      | p         |
|          | indlyd   |  | p      |  | ff      | p           | p       |  | p        | p             | p     | p      | b         |
| *t       | forlyd   |  | t      |  | z       | t           | t       |  | t        | t             | t     | t      | t         |
|          | indlyd   |  | t      |  | ss / ß  | t           | t       |  | t        | t             | t     | t      | d         |
| *k       | forlyd   |  | k      |  | k       | k           | k       |  | k        | k             | k     | k      | k         |
|          | indlyd   |  | k      |  | ch      | k           | k       |  | k        | k             | k     | k      | g         |
| *b       | forlyd   |  | b      |  | b       | b           | b       |  | b        | b             | b     | b      | b         |
|          | indlyd   |  | b      |  | b       | v           | v / f   |  | f        | v             | v     | v      | v         |
| *d       | forlyd   |  | d      |  | t       | d           | d       |  | d        | d             | d     | d      | d         |
|          | indlyd   |  | d      |  | t       | d           | d       |  | ð        | -             | (d)   | d      | d         |
| *g       | forlyd   |  | g      |  | g       | g           | g / y   |  | g        | g             | g     | g      | g         |
|          | indlyd   |  | g      |  | g       | g           | g / y   |  | g        | - / j / v / w | g     | g      | g / j / v |

## Beskrivelse
Når man taler om 'lydforskydning', er det fordi der er tale om en række lydudviklinger, der gør, at lydene så at sige skifter plads. De stemte aspirerede klusiler (lukkelyd) *bh, *dh, *gh bliver til de stemte ikke-aspirerede klusiler *b, *d, *g. De stemte klusiler *b, *d, *g bliver til de ustemte klusiler *p, *t, *k. Og de ustemte klusiler bliver til de ustemte frikativer (hæmmelyd) *f, *þ, *h.
Den germanske lydforskydning kan således ses som en fonetisk kædereaktion, selv om det er usikkert, om den begyndte i bunden ved, at de forskellige serier skubbede til hinanden (*bh skubbede til *b, der skubbede til *p), eller i toppen ved, at de forskellige serier hev de andre med sig for ikke at efterlade et tomrum i lydsystemet (p hev b efter sig, og b hev bh efter sig). Begge forklaringer på den germanske lydforskydning er klassisk strukturalistiske.
Der er imidlertid ikke enighed om, hvad der var det indoeuropæiske udgangspunkt for de forskellige fonemer. Den klassiske rekonstruktion lægger sig tæt op ad oldindisk, idet man antager, at der fandtes stemte aspirerede klusiler (*bh, *dh, *gh), og de fleste indoeuropæister er stadig tilhængere af denne rekonstruktion. I de senere år er der dog en del, der har kritiseret denne tradition, fordi det vil være
højst usædvanligt for et sprog at have disse fonemer og så ikke have de tilsvarende ustemte aspirerede klusiler *ph, *th, *kh (de findes i indisk, hvor de bl.a. er opstået af indoeuropæisk *p, *t, *k + *H).
De vil derfor i stedet rekonstruere dem som ikke-aspirerede klusiler, dvs. *b, *d, *g, hvorimod de rekonstruerer de traditionelle ikke-aspirerede klusiler som "glottaliserede" klusiler, dvs. *p’, *t’, *k’ (nærmest p, t, k med et stød). Et sådant lydsystem er ikke så usædvanligt statistisk set, og det er almindeligt i Kaukasus. Hvis denne rekonstruktion er korrekt, er germansk *p, *t, *k (der i de fleste germanske dialekter udtales [ph], [th], [kh]) – sammen med armensk (og formentlig også det uddøde thrakiske sprog) – nærmere på udgangspunktet end latin, græsk, indoiransk, baltisk, slavisk, keltisk og albansk. Den nye model forudsætter dog, at *b, *d, *g har udviklet sig til latin f, f, h og græsk ph, th, kh, hvilket er mere komplekst, end hvis man rekonstruerer *bh, *dh, *gh.